# Beaverite-(Cu)
La beaverite-(Cu) è un minerale appartenente al gruppo dell'alunite, è un solfato idrato di rame, piombo e ferro che forma una serie con la plumbojarosite per parziale sostituzione del Fe3+ con Cu2+. Il minerale è stato descritto nel 1911 in base ad una scoperta avvenuta nella miniera di Horn Siver nei pressi di Frisco, contea di Beaver, Utah, Stati Uniti d'America, il nome deriva dal nome della contea dove è ubicato il luogo della scoperta. Fino al 2007 era conosciuto come beaverite ma il nome è stato cambiato nell'attuale in base all'approvazione del nuovo minerale beaverite-(Zn).

## Morfologia
La beaverite-(Cu) è stata scoperta sotto forma di piccole masse terrose e friabili formate da scaglie di forma esagonale.

## Origine e giacitura
La beaverite-(Cu) si forma nei giacimenti di Pb-Zn nelle regioni aride associata con sfalerite, wurtzite, pirite, calcopirite, pirargirite, argentite, quarzo, barite, sericite e con i minerali secondari anglesite, cerussite, plumbojarosite, jarosite, linarite, smithsonite, calamina, goslarite, covellite, calcocite, brochantite, malachite, azzurrite, crisocolla, calcantite, clorargirite, zolfo nativo, calcedonio, caolinite, gesso ed alunite.